# Podział administracyjny Tonga

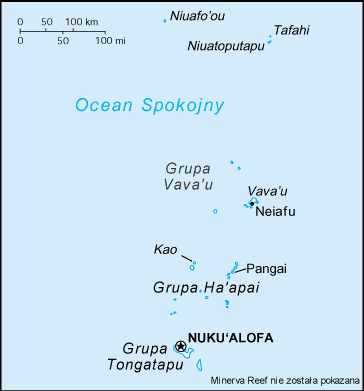
Podział Tonga

Tonga pod względem administracyjnym podzielone jest na 5 grup wysp (ang. island division), które dzielą się następnie na 23 dystrykty, a te na 175 wsi.
Grupy wysp:
| Nazwa     | Ludność | Powierzchnia | Źródło |
| --------- | ------- | ------------ | ------ |
| ʻEua      | 5016    | 87 km2       | [ 2 ]  |
| Haʻapai   | 6616    | 110 km2      | [ 2 ]  |
| Niuas     | 1282    | 72 km2       | [ 2 ]  |
| Tongatapu | 75 416  | 261 km2      | [ 2 ]  |
| Vavaʻu    | 14 922  | 119 km2      | [ 2 ]  |